# Залеський Микола Лаврентійович
Залеський Микола Лаврентійович (1835, Харків, Російська імперія — 1906) — український та російський вчений, біохімік, токсиколог, фармаколог, викладач. Доктор медицини (1866). Заслужений професор Імператорського Харківського університету (1888).

## Життєпис
Народився у родині дворянського походження. Середню освіту здобув у Харківській губернській гімназії. У 1860 році з відзнакою закінчив медичний факультет Харківського університету, отримавши звання лікаря. Після цього працював ординатором у терапевтичній та акушерській клініках університету.
У 1862 році виїхав за кордон для продовження наукової підготовки. Навчався у хімічній лабораторії Шарля Адольфа Вюрца в Парижі, у терапевтичній клініці професора Німейєра та лабораторії професора Фелікса Гоппе-Зейлера в місті Тюбінген (нині Німеччина). Після повернення до Російської імперії працював над підготовкою до викладання експериментальної фізіології та медичної хімії.
У 1864 році захистив докторську дисертацію. Впродовж 1864—1867 років співпрацював із журналом «Архив судебной медицины и общественной гигиены».
У 1867 році, за рекомендацією Іллі Мечникова, Залеський був запрошений до Імператорської військово-медичної академії в Санкт-Петербурзі для викладання курсу фізіології. Однак через матеріальні труднощі він змушений був повернутися до Харкова, де 1868 року отримав посаду доцента кафедри судової медицини Харківського університету. Викладав судову хімію та токсикологію для студентів медичного та фармацевтичного факультетів, а також читав лекції з судової медицини на юридичному факультеті. Паралельно у 1884—1893 роках викладав у Харківському ветеринарному інституті.
Його експертна діяльність у ряді резонансних судових процесів у Харкові принесла йому репутацію висококласного фахівця у сфері судової медицини.
У 1875 році його затверджено у званні екстраординарного професора кафедри судової медицини. У 1883 році обійняв аналогічну посаду на кафедрі фармакології, а з 1886 року став ординарним професором. Викладав курси фармакології, рецептури, неорганічної фармакології та вчення про мінеральні води.
Протягом усього періоду викладацької діяльності активно займався розвитком фармакологічної лабораторії. У 1886 році вона отримала нове приміщення — разом із фармацевтичною лабораторією її було переведено до будинку Харитоненка на вулиці Сумській, який було передано медичному факультету.
У 1893 році пішов у відставку і був удостоєний звання заслуженого професора Харківського університету.
Мешкав у будівлі акад. Бекетова О. М. в Сердюківському провулку (нині вул. Скрипника, 7)
Помер у 1926 році.

## Наукова та викладацька діяльність
Викладав фармакологію та рецептуру, неорганічну фармакологію з вченням про мінеральні води. Відомі його праці щодо утворення сечової кислоти в організмі тварин, про вивчення властивостей окремих лікарських рослин, значущості морфію та описання отруєнь у судово-медичній практиці. Брав участь у судових процесах як експерт-токсиколог.

## Основні праці
- Происхождение мочевой кислоты в организме животных // Арх. судеб. медицины и обществ. гигиены. 1867. Кн. 1;
- Плоды манканиллы (Hippomane mancinella) и действие их на организм животных // Там само. Кн. 3;
- Саламандрин, яд пятнистой саламандры (Salamandra maculata) // Там само. Кн. 4;
- К вопросу о значении морфия в судебно-медицинской практике // Соврем. медицина. 1874. № 14.